# Ta Prohm
Ta Prohm (khm. ប្រាសាទតាព្រហ្ម) – współczesna nazwa jednej ze świątyń w kompleksie Angkor znajdującym się w prowincji Siem Reap w Kambodży, zbudowanej w stylu Bayon w 2. poł. XII i XIII w., pierwotnie nazywanej Rajavihara. Świątynia znajduje się około 1 km na wschód od Angkor Thom na południowym brzegu East Baray. Została założona przez króla Khmerów Dżajawarmana VII jako świątynia buddyzmu mahajana oraz uniwersytet. Dżajawarman VII zadedykował tę świątynię swojej matce. Od 1992 roku znajduje się na Liście światowego dziedzictwa UNESCO.
W odróżnieniu od większości kamiennych budowli kompleksu Angkor, Ta Prohm zachowała się w stanie zbliżonym do tego, w jakim została odnaleziona. Malownicze połączenie korzeni drzew porastających ruiny świątynne w środku dżungli powoduje, że Ta Prohm jest jedną z najczęściej odwiedzanych atrakcji całego kompleksu Angkor.
Inskrypcja na odnalezionej w Ta Prohm steli głosi, że w przeszłości zamieszkiwało tu 18 arcykapłanów, 2740 celebrujących kapłanów, ponad 2002 asystentów oraz 61 niebiańskich tancerek. W zamkniętym skarbcu świątyni przechowywano 5 ton srebra, 35 diamentów, 45 tysięcy pereł oraz 4500 drogocennych kamieni.
Ruiny kompleksu świątynnego posłużyły w 2001 r. jako tło do akcji filmu Lara Croft: Tomb Raider.

## Galeria

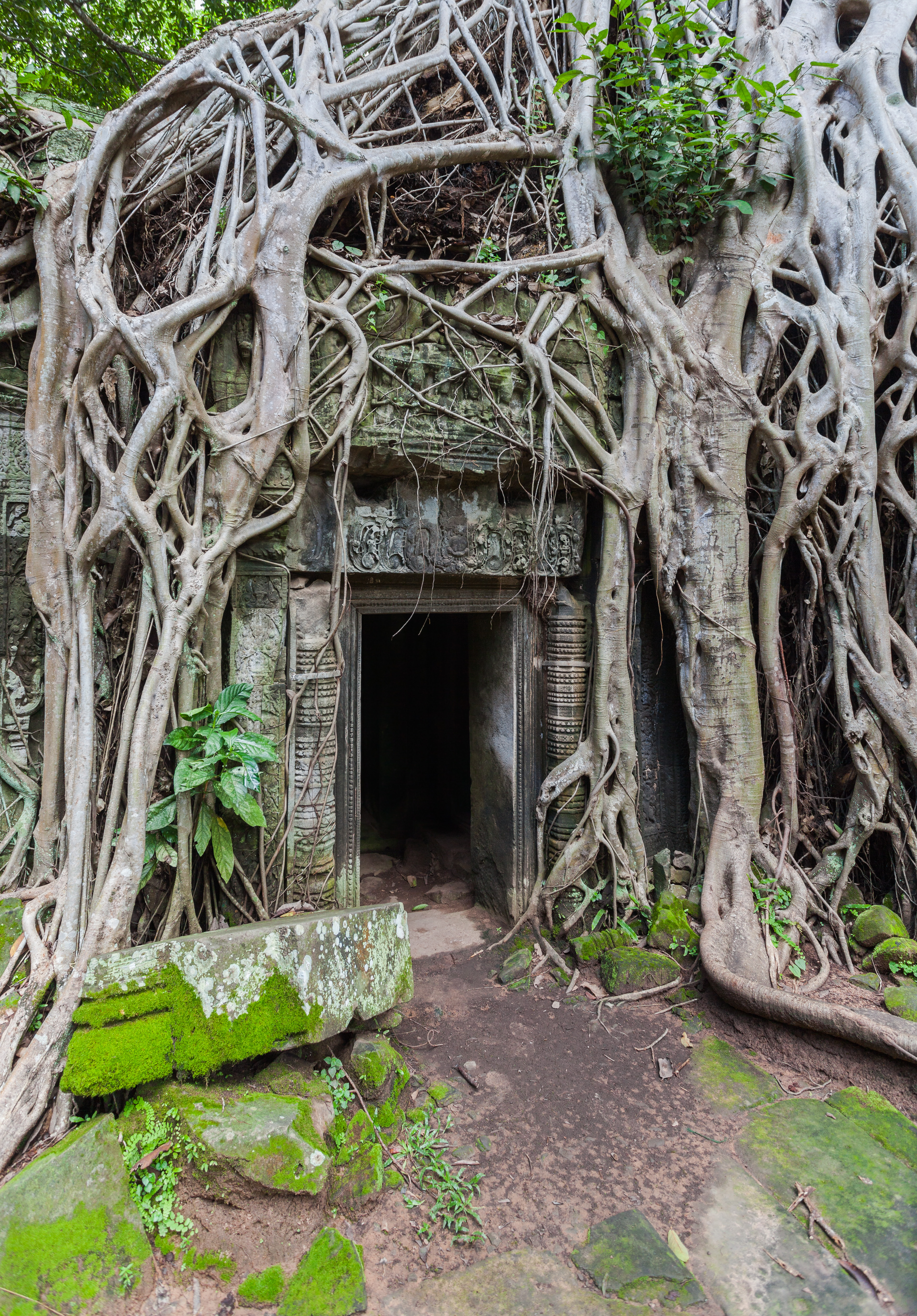
Ta Prohm oraz drzewo Banyan
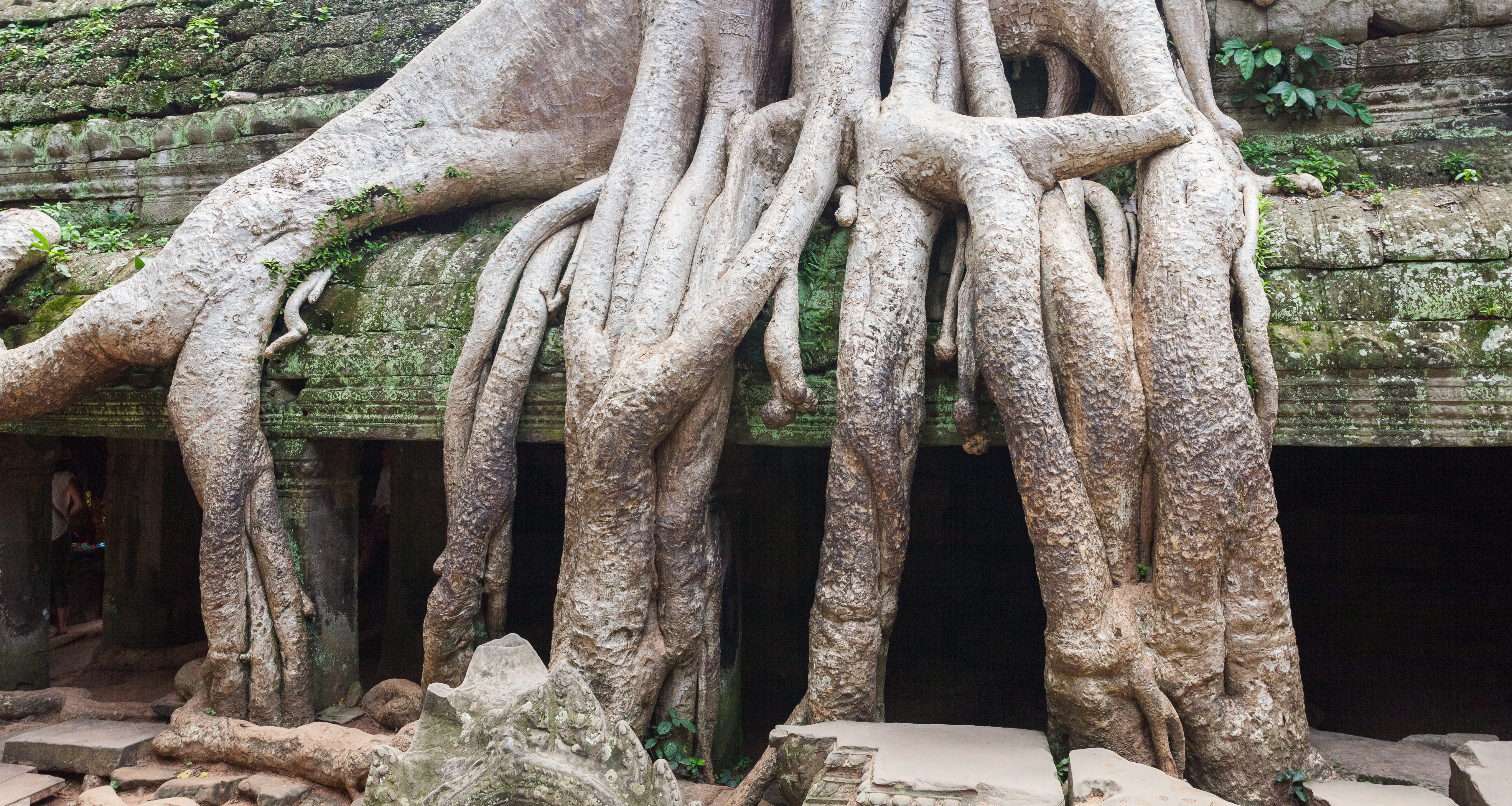
Korzenie dyniowca Tetrameles nudiflora porastają wewnętrzne korytarze.
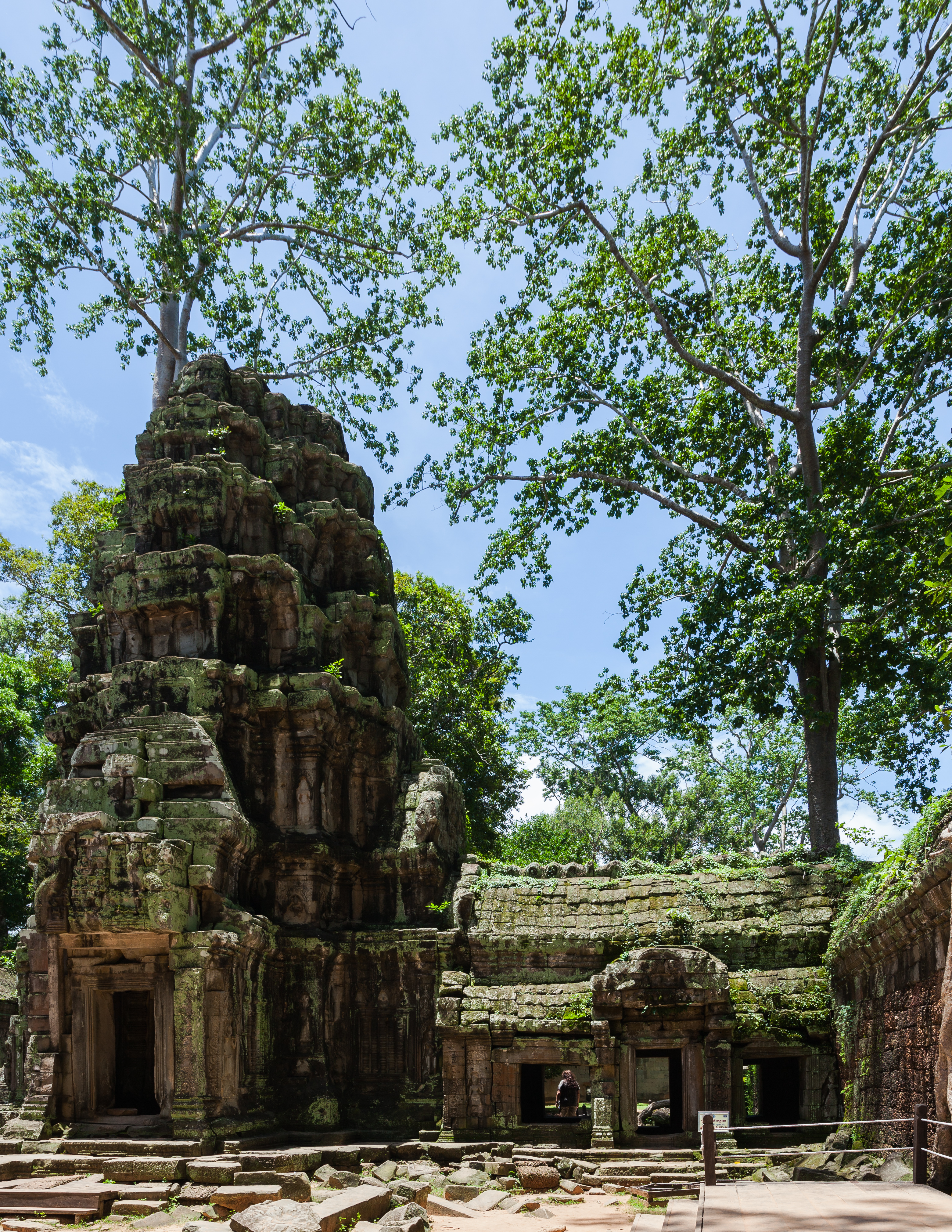
Świątynny dziedziniec
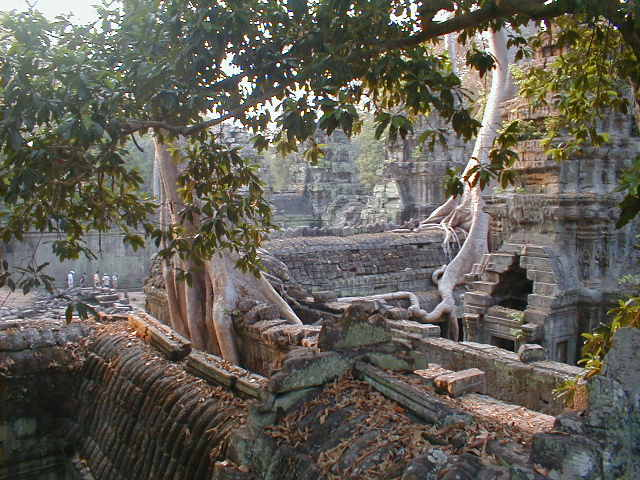
Ta Prohm z góry
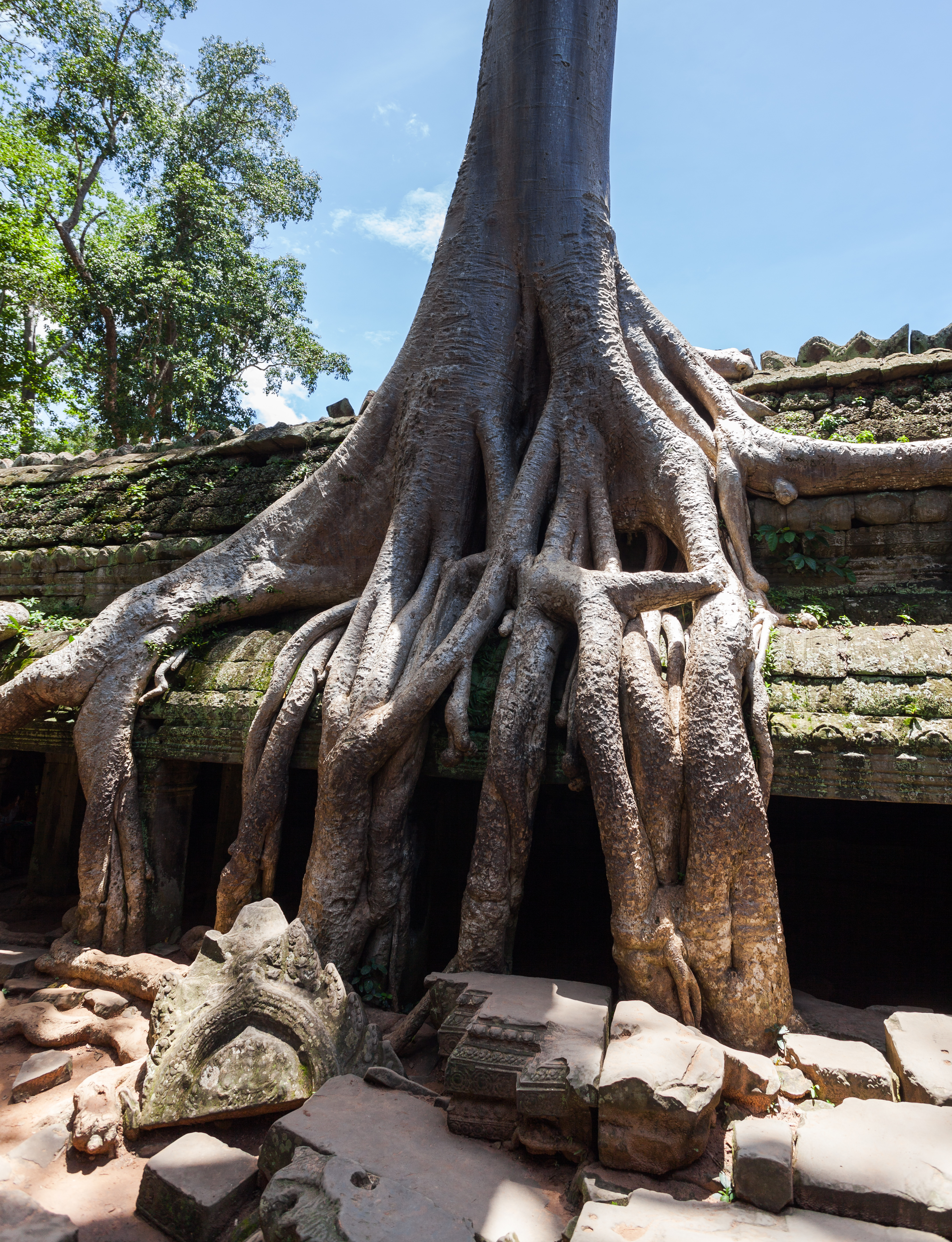
Porośnięte mury Ta Prohm
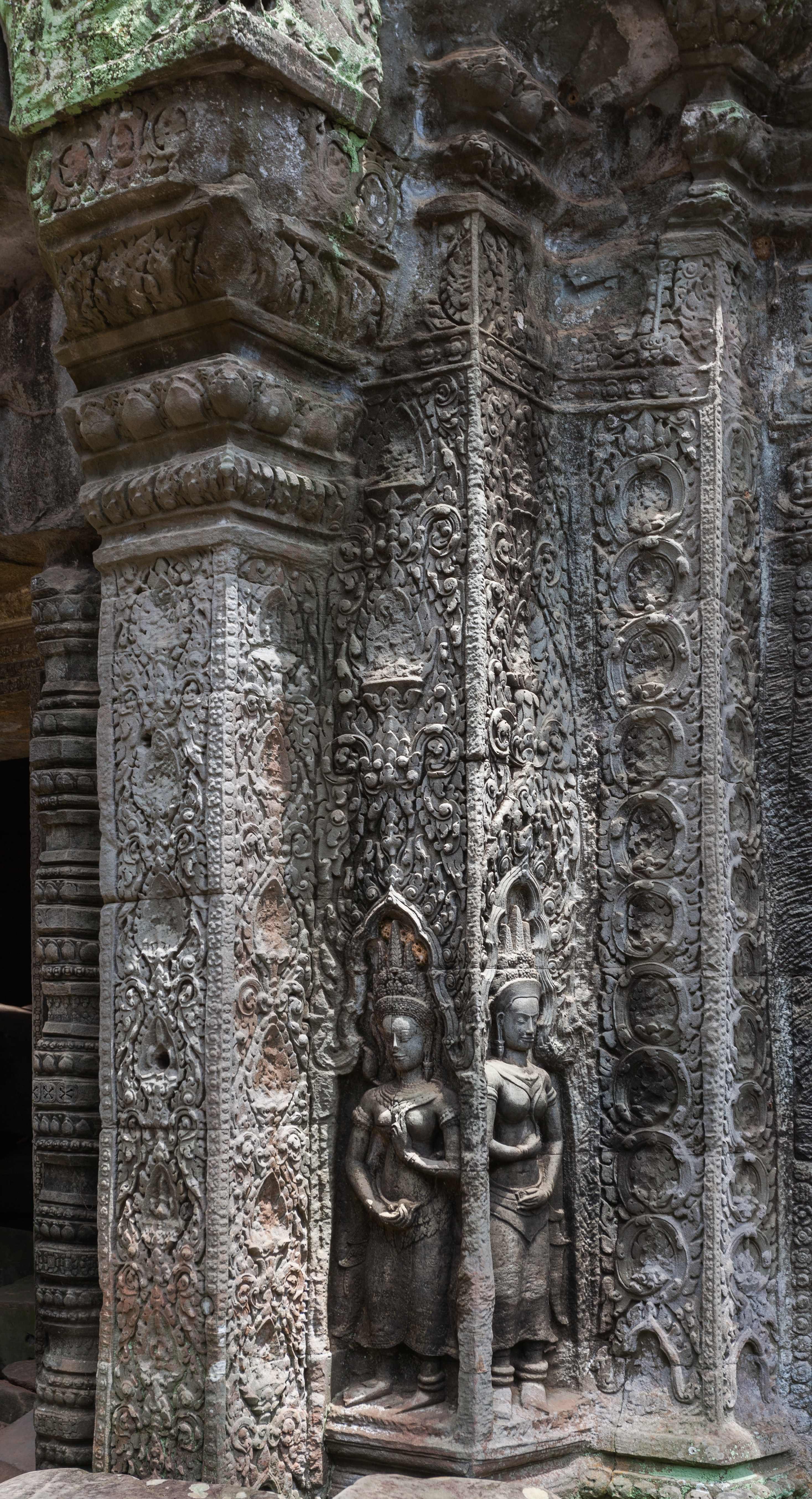
Zdobne reliefy
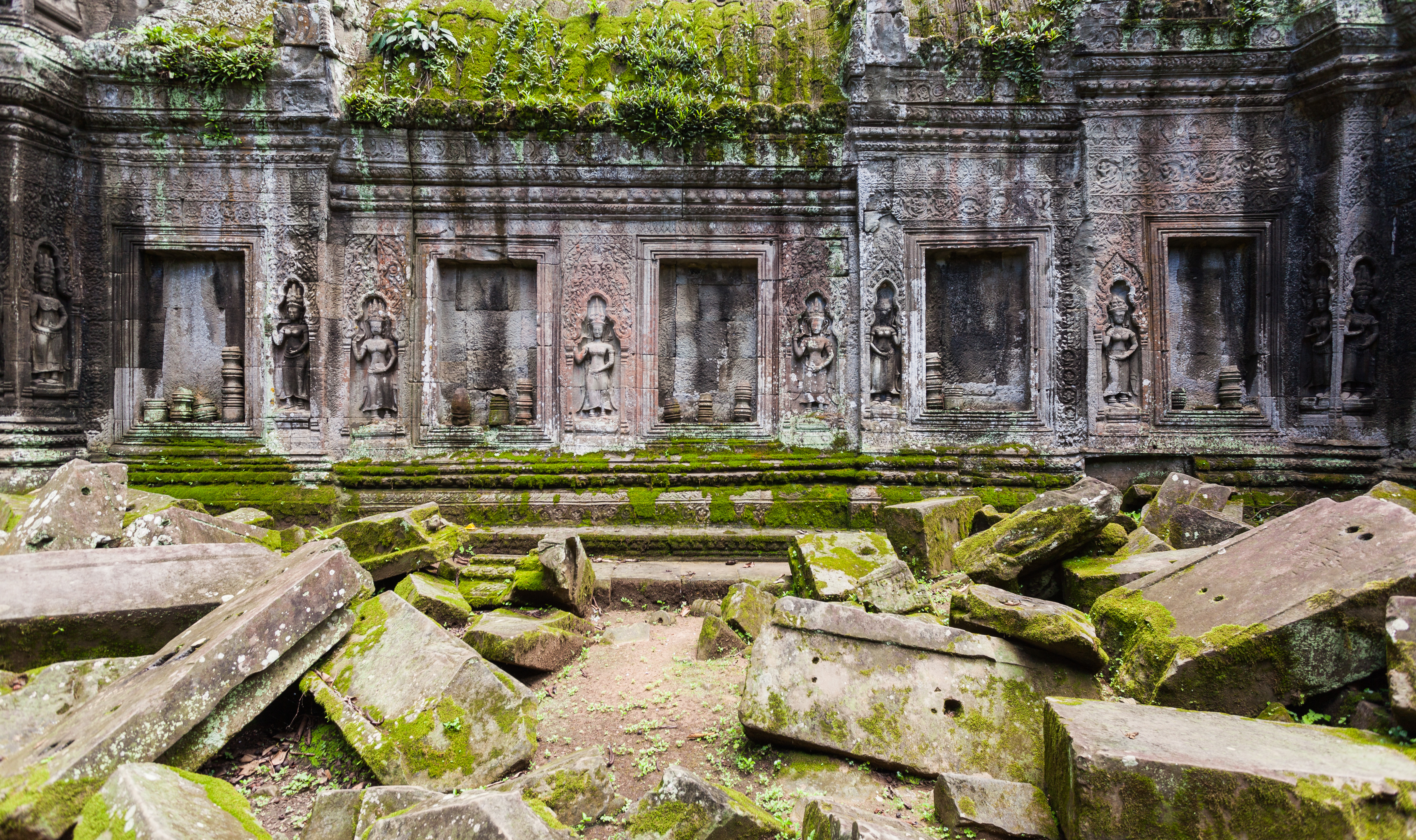
Ruiny
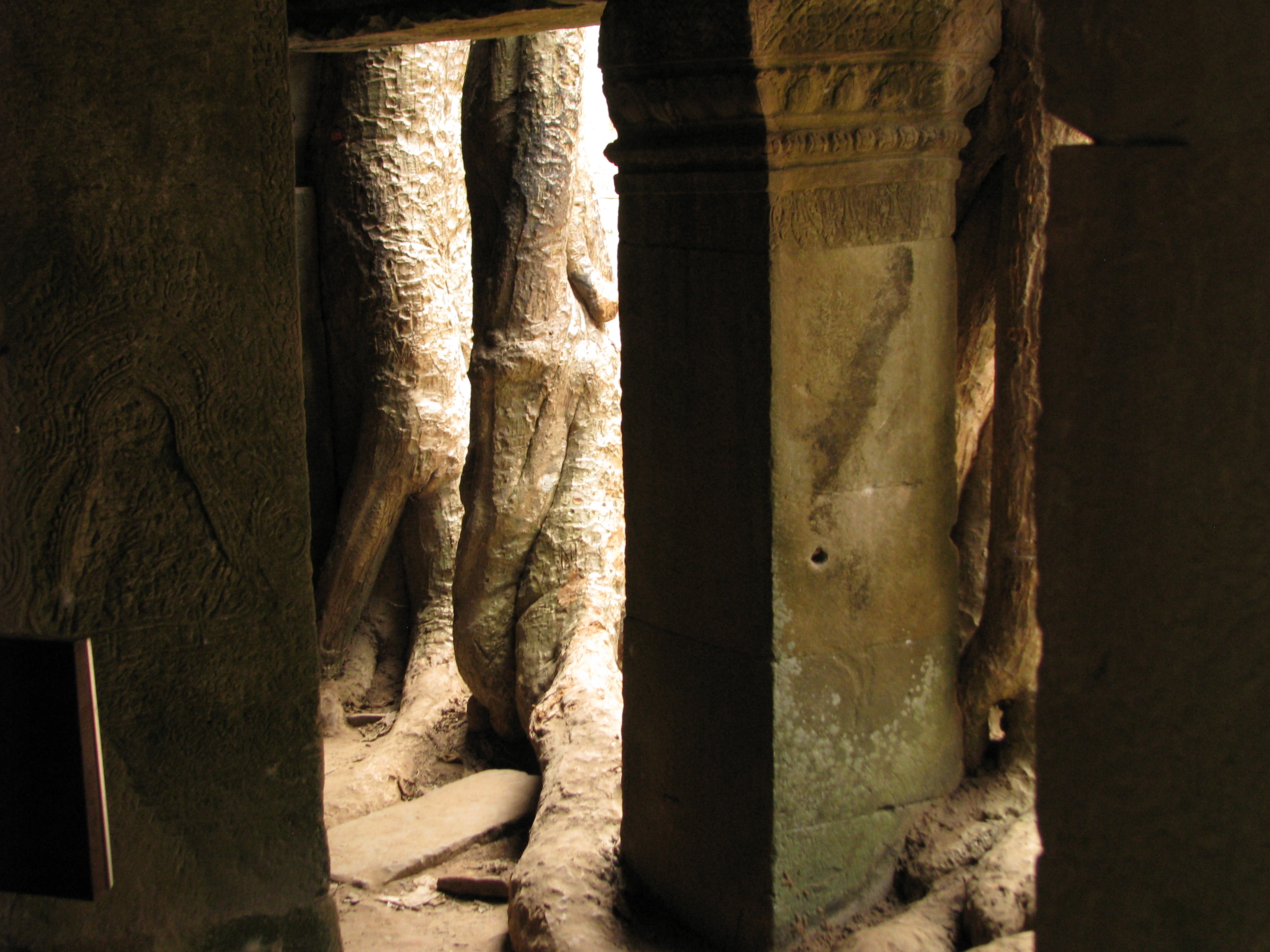
Zawiłe drogi
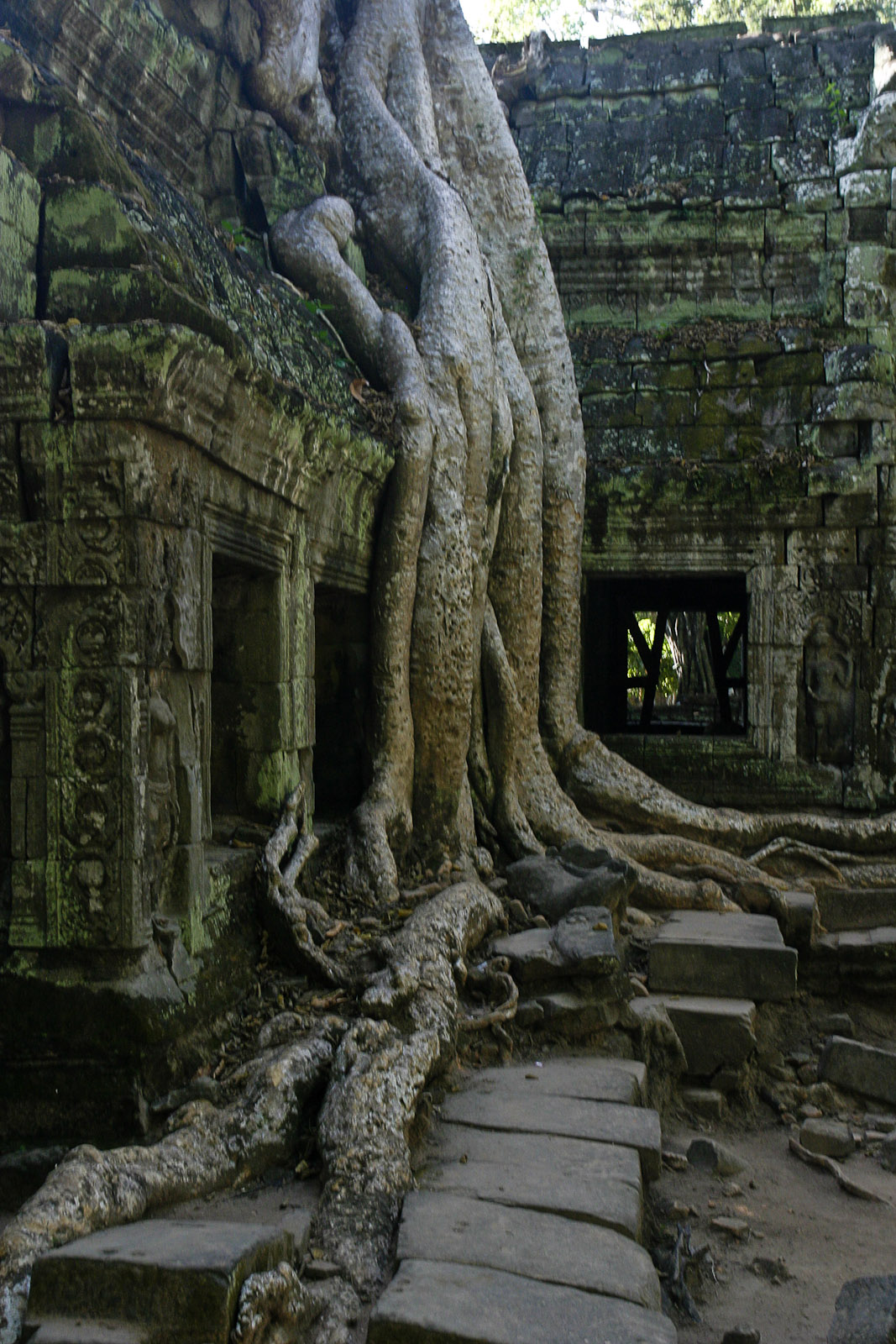
Gopura IV
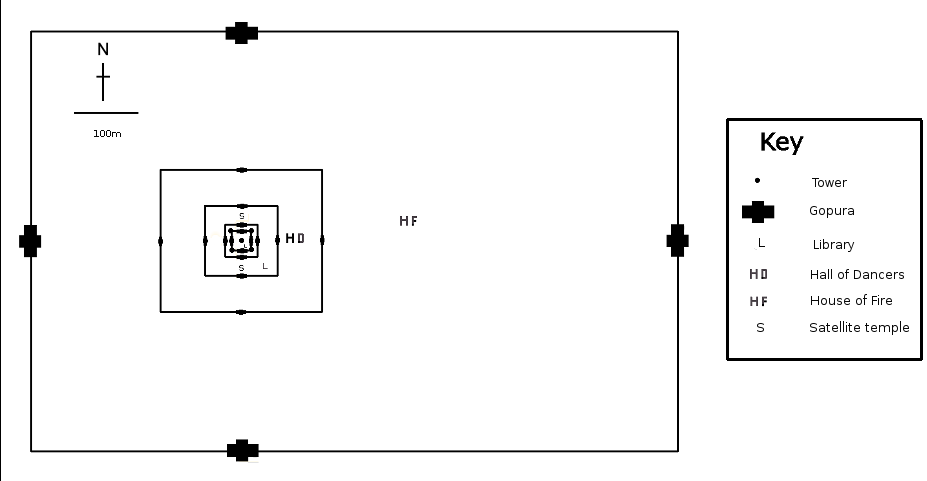
Plan świątyni Ta Prohm